# 第一号型掃海特務艇

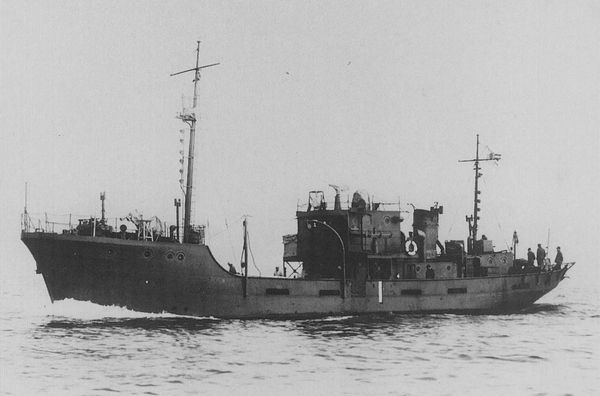
第1号掃海特務艇

第一号型掃海特務艇（だいいちごうがたそうかいとくむてい）は、日本海軍の掃海特務艇。船体が漁船形状であり漁掃とも呼ばれた。

## 計画
従来日本海軍の所有していた掃海艇は性能は良かったが戦時急造には向かず、予算的にも戦時の必要数は揃えられなかった。一方、日中戦争勃発により掃海艇の不足が認識され、日本海軍はトロール船などの漁船を徴用し特設掃海艇として使用し十分実用的であった反面、不十分な箇所も多くあった。また英国海軍では、正規掃海艇の補助兵力として構造簡単で安価な船を所有しており、日本海軍でも1938年(昭和13年)から研究を始めた。その結果、既製のトロール漁船そのままの安価な艦型の掃海艇が計画され、1940年（昭和15年）度第二次追加計画（マル臨計画）で6隻が試験的に建造された。予算は第76帝国議会で成立した昭和16年度臨時軍事費に含まれ、雑船(雑役船)として1隻1,050,000円、6隻合計6,300,000円だった。続いて1941年（昭和16年）度戦時建造計画（マル急計画）で16隻計画され、1隻1,431,000円、合計22,896,000円の予算が成立した。当初は雑役船として建造が計画されており、漁船型掃海艇を略して漁掃と称された。

## 艇型
設計はできるだけ簡単な構造、艤装とし、艇型はトロール漁船そのままであり、戦争が起こらずに本型が必要なくなった場合には、簡単に漁船に改造できるよう考慮されていた。主な変更点として船艙部分は兵員居住区や弾薬庫などにされた外、機械室へは船橋から船内を通って行き来できるようにしたくらいだった。なお舵取機械は当初は手動の桿鎖式だったが、後期の艇はスピンドル式に変更された。
兵装は船首に短8cm高角砲1門を装備、7.7mm単装機銃1挺は船橋上に装備された。その他爆雷も搭載しており、対潜戦闘にも従事した汎用艇だった。
竣工後の変更として、掃海作業用の後部甲板部分が狭く、後に上部構造物後端にあった浴室を廃止して作業甲板を広げた。機銃は終戦時、25mm単装機銃2挺から4挺が装備されていた。「あ号作戦後の兵装増備の状況調査」によると1944年8月20日付けの報告で「第6号」が船橋前に機銃台を設けて25mm単装機銃を1挺、煙突直前の上部構造物上の左右舷に機銃台を設けて1挺ずつ、上部構造物上の後端、後部マストの直後に1挺、合計25mm単装機銃4挺を装備していた。また「JAPANESE NAVAL VESSELS AT THE END OF WAR(終戦時の日本海軍艦艇)」によると船橋前部に機銃台を設けたのは「第6号」のみで、他の艇は船橋(またはメイン・マストの直後)の左右舷に1挺ずつ、後部マスト直後に1挺、また船橋上の機銃も残し計4挺を装備した。
マストは前部、後部共に単マストだったが、「第13号」は後部が3脚マスト、「第14号」は後部が支柱1本を加えた2脚形式だった。また第11,12,17,18,19,20,22号の各艇はアンカーリセスを設けた。

## 運用
建造は大型漁船の経験の深い大阪鉄工所桜島工場と三菱重工業彦島造船所に加え、艦艇建造経験の無い中小の造船所でも建造された。1942年（昭和17年）1月に「第1号」が竣工、その後1943年（昭和18年）10月までに22隻が完成、大戦中に7隻が戦没した。鋼製船体のため磁気機雷の掃海には適せず、残存艇のうち11隻は戦後も繋留機雷の掃海任務などに従事した後、賠償艦として連合国側に引き渡された。

## 同型艇
艇番号竣工日（建造所）。喪失日と原因（喪失場所）、または戦後の状況。
建造所の略称は桜島＝大阪鉄工所（日立造船）桜島工場、下関＝大阪鉄工所（日立造船）彦島工場（後に三菱重工業下関造船所と工場合併）、浪速=浪速船渠、名村=名村造船所、佐野安=佐野安船渠。
第1号1942年1月31日竣工（桜島）。1942年5月4日 米艦載機の攻撃（サボ島付近）。
第2号1942年2月28日竣工（桜島）。1942年5月4日 米艦載機の攻撃（サボ島付近）。
第3号1942年5月30日竣工（桜島）。1945年7月24日 米艦載機の攻撃（スラバヤ）。
第4号1942年6月29日竣工（浪速）。1944年7月19日 英軍機の攻撃（チモール島）。
第5号1942年6月30日竣工（桜島）。終戦時トラックに所在。
第6号1942年10月30日竣工（浪速）。1945年8月10日 米艦載機の攻撃（岩手県山田湾）。
第7号1942年12月28日竣工（下関）。終戦時シンガポールに所在。英軍管理下でフェリーとして使用後、1946年7月に連合軍へ引き渡し、後に売却。
第8号1943年1月31日竣工（下関）。1944年10月21日 米艦載機の攻撃（フィリピン・ギガンデス島）。
第9号1942年11月30日竣工（名村）。終戦時シンガポールに所在。英軍管理下でフェリーとして使用後、1946年7月に連合軍へ引き渡し、後に売却。
第10号1942年11月30日竣工（佐野安）。1945年1月12日 米駆逐艦の砲撃（ルソン島ピガン沖）。
第11号1943年2月24日竣工（浪速）。戦後掃海艦指定、1947年11月14日 英国へ引き渡し、後に解体。
第12号1943年3月31日竣工（浪速）。戦後掃海艦指定、1947年10月3日 ソ連へ引き渡し。
第13号1943年4月14日 竣工（下関）。戦後掃海艦指定、1947年（昭和22年）10月1日 青島で米国に引き渡し。
第14号1943年4月24日竣工（下関）。戦後掃海艦指定、1947年10月3日 中華民国へ引き渡し、1948年中共所属。
第15号1943年4月30日竣工（名村）。終戦時鎮海に所在。
第16号1943年3月31日竣工（佐野安）戦後掃海艦指定、1947年11月14日 英国へ引き渡し、後に解体。
第17号1943年5月28日竣工（浪速）。戦後掃海艦指定、1947年10月3日 ソ連へ引き渡し。
第18号1943年7月31日竣工（名村）。戦後掃海艦指定、1947年10月1日 青島で米国に引き渡し。
第19号1943年6月30日竣工（佐野安）。戦後復員輸送艦、1947年10月3日 中華民国に引き渡し、1970年同海軍籍を除籍。
第20号1943年7月31日竣工（浪速）。戦後復員輸送艦、1947年10月3日 ソ連に引き渡し。
第21号1943年6月15日竣工（下関）。戦後掃海艦指定、1947年10月1日 青島で米国に引き渡し。
第22号1943年10月20日竣工（名村）。戦後掃海艦指定、1947年10月3日 中華民国に引き渡し、1970年同海軍籍を除籍。